# Pickin' Up the Pieces
Pickin' Up the Pieces je první studiové album americké hudební skupiny Fitz and the Tantrums, vydané v srpnu 2010 u vydavatelství Dangerbird Records. Nahrávání alba probíhalo ve studiích Culver City Music Factory a Dillon Street Studios a produkce se ujal Chris Seefried spolu se zpěvákem skupiny Michaelem Fitzpatrickem.

## Seznam skladeb
| Pořadí | Název                       | Autor                                                                 | Délka |
| ------ | --------------------------- | --------------------------------------------------------------------- | ----- |
| 1.     | Breakin' the Chains of Love | Michael Fitzpatrick                                                   | 2:51  |
| 2.     | Dear Mr. President          | Fitzpatrick, Chris Seefried                                           | 2:59  |
| 3.     | Pickin' Up the Pieces       | Fitzpatrick, Noelle Scaggs                                            | 2:45  |
| 4.     | MoneyGrabber                | Fitzpatrick, Seefried                                                 | 3:09  |
| 5.     | L.O.V.                      | Fitzpatrick, Seefried                                                 | 3:40  |
| 6.     | News 4 U                    | Fitzpatrick, Seefried, Jeremy Ruzumna                                 | 3:57  |
| 7.     | Don't Gotta Work It Out     | Fitzpatrick, Seefried                                                 | 4:09  |
| 8.     | Rich Girls                  | Fitzpatrick, Seefried                                                 | 3:14  |
| 9.     | Winds of Change             | Fitzpatrick, Seefried                                                 | 4:09  |
| 10.    | Tighter                     | Fitzpatrick, Seefried, Ruzumna, James King, John Wicks, Ethan Philips | 4:56  |

## Obsazení

### Hudebníci
Fitz and The Tantrums
- Michael Fitzpatrick – zpěv, klávesy, perkuse
- Noelle Scaggs – zpěv, perkuse
- James King – saxofon, flétna
- Ethan Philips – baskytara
- Jeremy Ruzumna – klávesy
- John Wicks – bicí, perkuse

Ostatní
- Chris Seefried – kytara, baskytara, klávesy, zpěv
- Maya Azucena – doprovodné vokály
- Sebastian Steinberg – baskytara
- Matt Cooker – violoncello
- Miguel Atwood-Ferguson – housle
- Stewart Cole – trubka
- Josh Brauchhausen – bicí
- Scott Ellis – bicí
- Jen Kuhn – violoncello
- Maya Sykes – doprovodné vokály
- Tay Strathairn – klavír

### Technická podpora
- Michael Fitzpatrick – producent, zvukový inženýr
- Chris Seefried – producent
- Stephen Kaye – mixing
- David Benitez – zvukový inženýr
- Bernie Grundman – mastering
- Piper Ferguson – fotografie na obalu
- Simon McLaughlin – design obalu
- Jeff Nicholas – design obalu